# Gints Gilis
Gints Gilis (7 novembre 1970) è un ex calciatore ed ex giocatore di calcio a 5 lettone, di ruolo centrocampista.

## Biografia
È figlio di Jānis Gilis, calciatore sovietico e allenatore lettone.

## Carriera

### Club
Ha giocato nei campionati nazionali sovietici, sia con lo Zveynieks Liepaya che con il Daugava Rīga. Con la dissoluzione dell'URSS ha continuato a giocare nel Daugava (divenuto Pardaugava). Dopo una parentesi in Svezia al Motala, tornò in patria, militando nell'Amstrig e nel RAF Jelgava, salvo infine ritornare di fatto nello Zveynieks Liepaya, ridenominato dapprima Baltika Liepaja (nel 1996) e successivamente Metalurgs Liepaja (nel 1997).

### Nazionale
Ha disputato cinque gare con la nazionale lettone, senza segnare reti, tutte disputate quando suo padre Jānis era allenatore.
Esordì il 10 luglio 1992, entrando al 67' al posto di Aleksandrs Jeļisejevs nella gara di Coppa del Baltico contro l'Estonia. La sua prima gara da titolare fu la sua terza, la partita amichevole contro la Polonia disputata quattro mesi dopo.

## Statistiche

### Cronologia presenze e reti in Nazionale
| Cronologia completa delle presenze e delle reti in nazionale ― Lettonia | Cronologia completa delle presenze e delle reti in nazionale ― Lettonia | Cronologia completa delle presenze e delle reti in nazionale ― Lettonia | Cronologia completa delle presenze e delle reti in nazionale ― Lettonia | Cronologia completa delle presenze e delle reti in nazionale ― Lettonia | Cronologia completa delle presenze e delle reti in nazionale ― Lettonia | Cronologia completa delle presenze e delle reti in nazionale ― Lettonia | Cronologia completa delle presenze e delle reti in nazionale ― Lettonia |
| Data                                                                    | Città                                                                   | In casa                                                                 | Risultato                                                               | Ospiti                                                                  | Competizione                                                            | Reti                                                                    | Note                                                                    |
| ----------------------------------------------------------------------- | ----------------------------------------------------------------------- | ----------------------------------------------------------------------- | ----------------------------------------------------------------------- | ----------------------------------------------------------------------- | ----------------------------------------------------------------------- | ----------------------------------------------------------------------- | ----------------------------------------------------------------------- |
| 10-7-1992                                                               | Liepāja                                                                 | Lettonia                                                                | 2 – 1                                                                   | Estonia                                                                 | Coppa del Baltico 1992                                                  | -                                                                       | 67’                                                                     |
| 23-9-1992                                                               | Riga                                                                    | Lettonia                                                                | 0 – 0                                                                   | Spagna                                                                  | Qual. Mondiali 1994                                                     | -                                                                       | 82’                                                                     |
| 18-11-1992                                                              | Iława                                                                   | Polonia                                                                 | 1 – 0                                                                   | Lettonia                                                                | Amichevole                                                              | -                                                                       | 46’                                                                     |
| 16-12-1992                                                              | Siviglia                                                                | Spagna                                                                  | 5 – 0                                                                   | Lettonia                                                                | Qual. Mondiali 1994                                                     | -                                                                       |                                                                         |
| 14-4-1993                                                               | Copenaghen                                                              | Danimarca                                                               | 2 – 0                                                                   | Lettonia                                                                | Qual. Mondiali 1994                                                     | -                                                                       | 46’                                                                     |
| Totale                                                                  |                                                                         | Presenze                                                                | 5                                                                       |                                                                         | Reti                                                                    | 0                                                                       |                                                                         |